# 張育瑋
張育瑋，交通部公路局工務處科長。任第一區養護工程處基隆工務段段長時，其因稱推動台2線萬里隧道區間測速後車禍率大幅降低97%，由新聞媒體冠上「區間測速幕後推手」，因而被台灣網友戲稱為區間測速之父。
不過張育瑋亦表示不贊成所有路段都增設區間測速設備，無限設置反而會造成民眾不理解與其他問題。因此其認為設置前一定要做好詳細調查，確認相關改善手段都無效後再考慮裝設。

## 外部連結
- 舊蘇花區間是什麼區間 測速(之)支(父)付 Leon 里昂 （页面存档备份，存于）